# Tauntaun

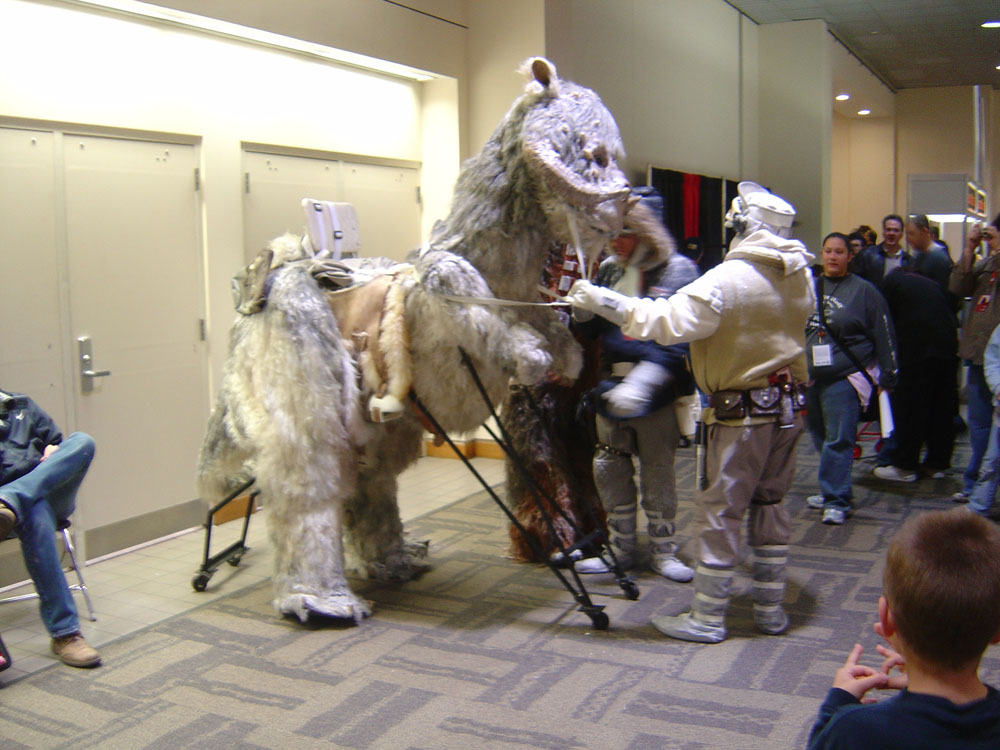
Cosplay de un tauntaun en Star Wars Celebration III.

Un tauntaun (plural tauntaun) es una criatura ficticia de la serie cinematográfica la Guerra de las Galaxias. Los tauntaun aparecen en el Episodio V de la saga, episodio titulado en castellano El Imperio contraataca. Los tauntaun eran unas bestias bípedas de gran tamaño usadas como montura por los rebeldes en el planeta Hoth. Tenían una gran cabeza de carnero, con cuatro orificios nasales y un par de cuernos curvados, y un pelaje denso que cubría su cuerpo similar al de un terópodo. Los depredadores naturales de los tauntaun son los wampas.
Han Solo abrió el paquete intestinal de un tauntaun recién muerto con el sable de luz de Luke Skywalker para meter al joven aprendiz Jedi dentro de la bestia. De este modo, durante el tiempo necesario para preparar un refugio, Han Solo salvó la vida de Skywalker proporcionándole calor en medio de la tormenta de nieve que afrontaron en una de las llanuras de Hoth.